# Taxomyces andreanae
Taxomyces andreanae är en svampart som beskrevs av Strobel, A. Stierle, D. Stierle & W.M. Hess 1993. Taxomyces andreanae ingår i släktet Taxomyces, divisionen sporsäcksvampar och riket svampar.   Inga underarter finns listade i Catalogue of Life.